# جسر مونكهولم
جسر مونكهولم (بالدنماركية: Munkholmbroen)‏ هو جسر مقوس بطول 114 متر، يربط بلدية هولباك بشبه جزيرة هورنشيرد ( بلدية ليجر) في الدنمارك. يقع الجسر على بعد ستة كيلومترات من أسفل المدخل. تم الانتهاء منه عام 1951 وافتتح عام 1952.